# Teleskop
Teleskop (grč. tele: daleko, skopein: gledati) je mjerni instrument za astronomsko promatranje i proučavanje elektromagnetskoga zračenja dalekih nebeskih tijela, često opremljen dodatnim instrumentima kao što su fotometar, interferometar i spektroskop. Prema području elektromagnetskih valova naziva se optički teleskop, radio teleskop, rendgenski teleskop, gama teleskop, teleskop za infracrveno zračenje, teleskop za ultraljubičasto zračenje i drugi. Kako bi se umanjili utjecaji vremenskih prilika i svjetlosnoga zagađenja na astronomska promatranja, opservatoriji se grade na pustim mjestima s mnogo vedrih dana u godini ili se, kada se istražuju elektromagnetski valovi za koje je Zemljina atmosfera slabo propusna ili nepropusna, ili pak kada je potrebno izvesti precizna snimanja bez ikakvih atmosferskih utjecaja, postavljaju na astronomske satelite.
Osnovni astronomski instrument je teleskop, koji se pokreće u dvije međusobno okomite ravnine. Za određivanje smjerova u tim ravninama služe kutomjeri. Sam dalekozor ima zadaću da olakša pronalaženje (viziranje) nebeskog tijela. Prije pronalaska teleskopa u tu su svrhu služile vizirne linije, koje su bile izvedene čisto mehanički. Osi, oko kojih se teleskop pokreće i ravnine u kojima se pokreće, postavljaju se ili u sistemu horizontskog koordinatnog sustava, ili u sistemu nebeskog ekvatorskog koordinatnog sustava. U prvom slučaju postavljanje teleskopa je altazimutsko, u drugom slučaju ekvatorsko ili paralaktičko. U astrometriji astronomski instrumenti primjenjuju altazimutnu ugradnju.
Zadaća je teleskopa da predmete koje zbog velike daljine vidimo pod malim vidnim kutom prikažu u velikom vidnom kutu. Oni se dijele na refraktore i reflektore. Refraktori se sastoje samo od optičkih leća na kojima se zrake svjetlosti lome, pa im je odatle i ime. Reflektori imaju konkavna (udubljena) zrcala na kojima se svjetlost reflektira (odbija).

## Povijest
Prvi teleskopi su po konstrukciji bili refraktori, a pojavili su se početkom 17. stoljeća u Nizozemskoj. Hans Lippershey je 1608. godine prijavio patent za otkriće teleskopa, ali je odbijen jer su slične instrumente prezentirali i drugi optičari - Zacharias Janssen i Jacob Metius. Galileo Galilei, iako nije izumitelj prvog teleskopa, unaprijedio mu je optičku konstrukciju 1609. te ga je među prvima upotrijebio u astronomiji. Galileovi teleskopi imali su promjer leće od 2 do 3 centimetra i povećanje između 15x i 20x, ali vrlo usko vidno polje. Već početkom 1610. njime je napravio velika otkrića. Utvrdio je da na Mjesecu postoje planine te da planet Venera pokazuje faze kao Mjesec. Uočio je pjege na Suncu i pomoću njih izmjerio vrijeme njegove vrtnje (rotacije). Otkrio je četiri najveća Jupiterova mjeseca (Galilejanski mjeseci), a prvi je razlučio Mliječnu stazu kao mnoštvo zvijezda.
Ubrzo nakon refraktora počelo se razmišljati o konstrukciji teleskopa koji će umjesto optičke leće imati zrcalo za skupljanje svjetlosti te imalo bolja optička svojstva. I. Newton je 1668. napravio prvi teleskop sa zrcalom. Takav tip teleskopa i u današnje vrijeme nosi njegovo ime - Newtonov reflektor. Newtonovi reflektori nemaju optičku pogrešku kromatske aberacije, ali je reflektivnost tadašnjih zrcala bila vrlo malena - svega 50-60% svjetlosti bi nakon refleksije od primarnog zrcala dolazilo do okulara. Reflektori su tek u 19. stoljeću dobili srebrne premaze na zrcalima, a početkom 20. stoljeća počinju se raditi prva aluminizirana zrcala. Prvi radio teleskop pušten je u rad 1937.

## Podjela

### Optički teleskopi
Optički teleskopi se razlikuju prema načinu stvaranja slike. To su:
- refraktori
- reflektori
- katadiopteri

Refraktori koriste leću za skupljanje svjetlosti. Lomom svjetlosti (refrakcijom) na površinama optičke leće slika dolazi u žarište. Suvremeni teleskopi mogu biti akromatski i apokromatski. Akromatski teleskop ima konstrukciju leće od barem dva elementa kako bi se smanjila kromatska aberacija. Apokromatski teleskop ima leću od posebnih vrsta stakla s malim indeksom loma kako bi sve valne duljine vidljivog dijela svjetlosti na istom mjestu bile u žarištu te se potpuno uklonila kromatska aberacija.
Reflektori koriste zrcalo za skupljanje svjetlosti koje se odbija (reflektira) od njegove površine. Zrcalo se nalazi na dnu optičke cijevi, a zrake dolaze do dijagonalnog zrcala koje pod kutom od 90° odbija svjetlost do okulara na vrhu optičke cijevi. Budući da ne rade na principu loma svjetlosti reflektori nemaju kromatsku aberaciju. Profil zrcala je najčešće parabola kako bi se smanjila sferna aberacija.
Katadiopteri za skupljanje svjetlosti koriste sustav leća i zrcala. Takva konstrukcija omogućava veliku žarišnu daljinu unutar relativno kratke optičke cijevi. Ovisno o položajima leća i zrcala postoje mnoge vrste katadioptera. U amaterskoj astronomiji najčešće se koriste schmidt-cassegrain, maksutov-cassegrain te ritchey-chretien. Najveći svjetski teleskopi su većinom katadiopteri. Svemirski teleskop Hubble je katadiopter tipa ritchey-chretien.

### Radio teleskopi
Radio teleskop je astronomski instrument za prihvat i mjerenje jakosti svemirskih radio valova. Sastoji se od antene, prijamnika s pojačalom i elektronskih računala za analizu i pohranu podataka. Antene mogu biti poluvalni dipol, takozvana Yagijeva antena, ili dipol u žarištu udubljenoga kolektora koji je najčešće paraboloidnoga oblika. Po tipu rada, radio teleskopi se dijele na one s radio interferometrima, s grupnom antenom i s refleksijskim zrcalom. Mjere refleksijskoga zrcala moraju biti što veće kako bi se postiglo bolje razlučivanje. Budući da su valne duljine radio valova i do 100 000 puta veće od valnih duljina vidljive svjetlosti, potrebne su antene s promjerom od nekoliko desetaka metara kako bi se dobila moć razlučivanja od nekoliko stupnjeva, dok optički teleskopi s promjerom zrcala od približno 1 metar mogu razdvojiti (registrirati kao dva) izvore međusobno udaljene manje od jedne lučne sekunde. Zbog toga sve više u upotrebu ulaze prva dva tipa radio teleskopa, kojima nije uvjet velika zrcalna antena. Kod interferometarskoga tipa u najjednostavnijem slučaju koriste se dvije antene udaljene nekoliko desetaka ili stotina kilometara, koje su tijekom rada međusobno fazno koherentne (dugobazična interferometrija). Razmak između dviju antena ima tada istu ulogu koju u teleskopu s jednim zrcalom ima promjer zrcalne plohe. Problem je održavanje fazne koherencije na antenama zbog velike duljine vodiča koji ih spajaju. Taj se razmak može bitno smanjiti upotrebom većega broja antena na relativno malenom prostoru (grupna antena). One također moraju biti međusobno u fazi te zauzimati pravilan raspored (u obliku križa, kruga, slova Y i tako dalje). Linearne su dimenzije takve grupne antene reda veličine kilometra, a moć je razlučivanja nekoliko lučnih minuta.

### Gama teleskop
Gama teleskop u površinskim slojevima izloženima zračenju pretvara gama zračenje u brze elektrone i pozitrone i usmjerava ih prema srednjemu sloju s ionizacijskom komorom u kojoj izazivaju svjetlucanje, koje se potom bilježi u uređaju za analiziranje i pretvorbu slike u elektronički oblik.

### Rendgenski teleskop
Rendgenski teleskop usmjerava rendgensko zračenje prema žarištu i uređaju za pretvorbu slike u elektronički oblik s pomoću metalnih zrcala. Ona su postavljena gotovo usporedno s pravcem gledanja jer se rendgenske zrake mogu odbijati pod kutom od samo nekoliko stupnjeva.

### Teleskop za ultraljubičasto zračenje
Teleskop za ultraljubičasto zračenje prikuplja zrake višeslojnim zrcalima koja se, zbog toga što se ultraljubičasto zračenje teško odbija, sastoje svaka od stotinu izmjenično postavljenih slojeva silicija i molibdena debljine oko 10 nanometara.

### Teleskop za infracrveno zračenje
Teleskop za infracrveno zračenje rabi uglavnom poluvodičke pretvarače slike u elektronički oblik prilagođene malim energijama infracrvenoga zračenja, a cijeli se teleskop hladi na niske temperature kako njegovo vlastito zračenje ne bi utjecalo na mjerenja. 

## Amaterska astronomija
U amaterskoj astronomiji većinom se koriste samo optički teleskopi. Oni su najčešće sklopivi te se prije svakog astronomskog opažanja sastavljaju, a nakon toga rastavljaju i ponovno spremaju.
Sastoje se od:
- optičke cijevi
- montaže
- okulara

Optička cijev sadrži optički sustav teleskopa (leću i/ili zrcalo) te fokuser. U fokuser teleskopa se stavljaju okulari - skup leća kojima se povećava slika nastala u žarištu teleskopa. Povećanje teleskopa je omjer žarišne duljine teleskopa i žarišne duljine okulara izraženih u milimetrima. Ipak, najvažnija osobina teleskopa je skupljanje što veće količine svjetlosti udaljenih objekata (zvijezda, maglica i galaksija), a ne njihovo povećanje. Prema tome, teleskop većeg promjera objektiva omogućit će da objekti u njemu budu sjajniji te će se vidjeti tamnije zvijezde (veća granična magnituda). Razlučivost teleskopa (sposobnost raspoznavanja dvaju bliskih objekata) također ovisi o njegovom promjeru. Teleskop većeg promjera moći će razlučiti bliske dvojne zvijezde i više detalja na planetima neovisno o povećanju teleskopa. Maksimalno korisno povećanje teleskopa je otprilike 2x promjera objektiva u milimetrima. Prema tome, jeftini teleskopi promjera objektiva 60 mm mogu podnijeti maksimalno povećanje od 120x, a 200mm teleskop 400x. U praksi se takva povećanja vrlo rijetko koriste.
Montaža teleskopa može biti alt-azimutalna ili ekvatorijalna. Sastoji se od dva dijela - glave i tronošca.
- Alt-azimutalne montaže imaju mogućnost vodoravnog (lijevo-desno) i okomitog (gore-dolje) pomaka. Jednostavni su za postavljanje i upotrebu, a mogu biti motorizirani i kompjuterizirani kako bi mogli automatski tražiti i pratiti objekte na nebu. Alt-azimutalne montaže imaju vrlo ograničene mogućnosti za astrofotografiju - zbog rotacije objekta unutar vidnog polja s njima se mogu rabiti tek vrlo kratke ekspozicije. Problem, se dakako, može riješiti korištenjem tzv. derotatora polja, koji zaokreće fotoaparat sukladno rotaciji polja. Međutim, visoka cijena te uska kompatibilnost s modelima teleskopa ograničava njihovu upotrebu. Alt-azimutalne montaže popularne su u kombinaciji sa svim vrstama teleskopa. Alt-azimutalna montaža na koju se stavljaju veliki reflektori naziva se još i dobson montaža po njenom izumitelju Johnu Dobsonu. Kompjuterizirane viličaste montaže često se koriste s katadiopterima svih promjera.

- Ekvatorijalne montaže se postavljaju tako da im je jedna os pod kutom koji odgovara zemljopisnoj širini mjesta s kojeg se rade astronomska opažanja. Os je paralelna zemljinoj osi rotacije i tako usmjerena u sjeverni nebeski pol koji se trenutno nalazi u blizini zvijezde Sjevernjače. Proces usjeveravanja ekvatorijalne montaže zove ze rektifikacija. Uz pomoć ekvatorijalne montaže moguće je raditi dugačke ekspozicije koje su potrebne u astrofotografiji kako bi se snimili tamni i udaljeni astronomski objekti. Zbog svoje konstrukcije, potrebne preciznosti i robustnosti, ekvatorijalne montaže znatno su skuplje od alt-azimutalnih. Izuzetak su ekvatorijalne montaže na jeftinim početničkim teleskopima koje su najčešće loše kvalitete i neprikladne za optičke cijevi s kojima se nude u prodaji.

Okulari služe za vizualno opažanje slike koju stvara teleskop. Što je manja žarišna duljina okulara, veće je povećanje slike. Zbog turbulencija u atmosferi samo u vrlo rijetkim trenutcima moguće je vdjeti mirnu i oštru sliku na povećanjima većim od 250x. Takvim povećanjima promatraju se isključivo planeti, višestruke zvijezde i planetarne maglice. Objekti dubokog neba (maglice i galaksije) se najčešće promatraju na manjim povećanjima od oko 100x.

## Poznatiji teleskopi
- Svemirski teleskop Hubble - umjetni satelit u orbiti oko Zemlje s teleskopom koji promatra u vidljivom spektru svjetlosti, kao i u spektru ultraljubičaste i infracrvene svjetlosti. Hubble je u prednosti nad zemaljskim teleskopima, jer ne ovisi niti o vremenskim prilikama, niti na kvalitetu slike utječe komešanje atmosfere. Osim toga, teleskopima na Zemlji atmosfera onemogućava prolaz valnih duljina u ultraljubičastom i infracrvenom spektru. Teleskop Hubble je razvila i lansirala američka svemirska agencija NASA tijekom devedesetih godina 20. stoljeća.

- Vrlo veliki teleskop ili VLT (engl. Very Large Telescope) je skup od četiri povezana teleskopa. Svaki teleskop ima promjer ogledala od 8 metara, što je trenutno među najvećim promjerima ogledala zemaljskih teleskopa. VLT je smješten u pustinji Atacami u Čileu.

## Vanjske poveznice
1. Često postavljana pitanja o teleskopima
2. Principi rada teleskopa  Arhivirana inačica izvorne stranice od 17. srpnja 2010. (Wayback Machine), Nebo na poklon